# 迈济伊
迈济伊（法語：Maizilly，法語發音：[mɛziji]）是法国卢瓦尔省的一个市镇，位于该省东北部，和索恩-卢瓦尔省接壤，属于罗阿讷区。

## 地理
迈济伊（46°10'43"N, 4°14'41"E）面积5.12 平方千米，位于法国奥弗涅-罗讷-阿尔卑斯大区卢瓦尔省，该省份为法国中南部省份，北起顺时针与索恩-卢瓦尔省、罗讷省、伊泽尔省、阿尔代什省、上盧瓦爾省、多姆山省和阿列省接壤。
与迈济伊接壤的市镇（或旧市镇、城区）包括：唐孔、库布朗、马尔、圣但尼德卡巴讷。

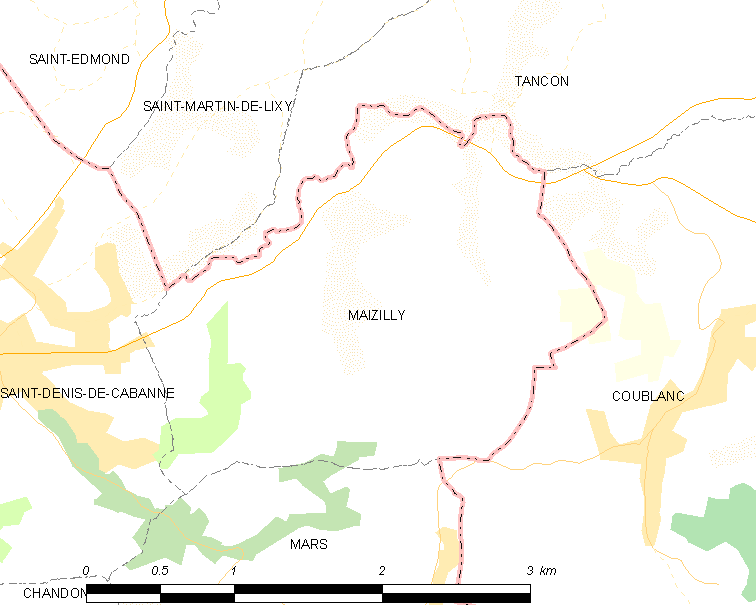
迈济伊的OSM定位图

迈济伊的时区为UTC+01:00、UTC+02:00（夏令时）。

## 行政
迈济伊的邮政编码为42750，INSEE市镇编码为42131。

## 政治
迈济伊所属的省级选区为沙尔略县。

## 人口

1962-2008年间迈济伊人口变化图示

迈济伊于2022年1月1日时的人口数量为322人。